# Geste des guillemets

L'index et le majeur sont abaissés deux fois.

Le geste des guillemets sont des guillemets virtuels formés dans l'air avec les doigts tout en parlant. Ce geste se fait généralement avec les deux mains écartées de la largeur des épaules et au niveau des yeux de l'orateur, avec l'index et le majeur de chaque main fléchissant au début et à la fin de la phrase citée,. Il sert à exprimer sarcasme, ironie ou euphémisme,.

## Histoire
La première occurrence enregistrée d'un tel geste date de 1927. L'actrice Glenda Farrell l'utilise dans la comédie musicale de 1937, Breakfast for Two. En 1889, Lewis Carroll décrivait des usages similaires (parenthèses aériennes et point d'interrogation aérien) dans son dernier roman.
Le geste devient populaire dans les années 1990, en partie en raison de son utilisation par le comédien Steve Martin dans ses spectacles. En 1996, dans le film de HBO Back in Town, l’humoriste et comédien George Carlin se moque de l'utilisation du geste des guillemets dans le sketch "Quote Marks in the Air".